# Couvent de l'Adoration du Saint-Sacrement de Laval
Le Couvent de l'Adoration du Saint-Sacrement de Laval s'établit à Laval en 1804 aidé par l'abbé Morin.

## Historique
L'abbé Morin était en correspondance avec Henriette Aymer de la Chevalerie de Poitiers, qui, en 1793, avait créé dans sa maison une communauté de femmes sous le nom d'Adoration du Saint-Sacrement. Elle est la fondatrice des Pères et religieuses des Sacrés-Cœurs de Picpus en 1804.
Il voulut procurer en Mayenne une colonie de cet ordre naissant. Il acheta la maison de Haute-Follie qui appartenait précédemment à la marquise de Montecler et obtint dès 1804 des religieuses par lesquelles fut fondée cette communauté devenue depuis par la suite au XIXe siècle très considérable. 
Elle se livre à l'éducation des jeunes personnes. L'abbé Morin acheta aussi en 1816 l'église, les maisons et jardins de l'ancien chapitre de Saint-Michel et le donna aux Pères de la Compagnie de Jésus, pour y former un établissement. Ceux-ci ouvrirent et réconcilièrent l'église le 7 avril. Ils s'établirent dans les maisons des chanoines le 6 mai suivant.
La chapelle construite par Pierre-Aimé Renous est bénite en avril 1838. Plusieurs bâtiments sont ajoutés dans la seconde moitié du XIXe siècle.